# اویاراپولام
اویاراپولام (به لاتین: Uyarapulam) یک منطقهٔ مسکونی در سری‌لانکا است که در استان شمالی (سری‌لانکا) واقع شده‌است.